# Фердинанд Хайнрих Ердман фон Шьонайх-Каролат
Фердинанд Хайнрих Ердман фон Шьонайх-Каролат (на немски: Ferdinand Heinrich Erdmann Prinz von Schönaich-Carolath; * 26 юли 1818 в дворец Саабор/Забор, Долна Силезия, Жельоногурски окръг, Полша; † 24 май 1893 в Забор) е принц на Шьонайх-Каролат (Зиедлиско) в Силезия, Полша. Той е член на пруското народно събрание.
Той е големият син на пруския майор принц Фридрих Вилхелм Карл фон Шьонайх-Каролат (1790 – 1859), граф фон Шонайх, фрайхер цу Бойтен, и съпругата му Каролина Елизабет Адолфина Луиза Ройс-Кьостриц (1796 – 1828), дъщеря на княз Хайнрих XLIV Ройс-Кьостриц (1753 – 1832) и втората му съпруга фрайин Аугуста Амалия Леополдина фон Ридезел цум Айзенбах (1771 – 1805). Внук е на 3. княз Хайнрих Карл Ердман фон Каролат-Бойтен (1759 – 1817), граф фон Шонайх, фрайхер цу Бойтен, и принцеса Амалия фон Саксония-Майнинген (1762 – 1798). Правнук е на 2. княз Йохан Карл Фридрих фон Каролат-Бойтен (1716 – 1791) и принцеса Йохана Вилхелмина фон Анхалт-Кьотен (1728 – 1786).
Брат е на Карл Хайнрих Фридрих Георг Александер Август фон Шьонайх-Каролат (1820 – 1874), Август фон Шьонайх-Каролат (1822 – 1899), минен инженер, и на неомъжената принцеса Августа Хенриета Амалия Каролина фон Шьонайх-Каролат (1826 – 1907).

## Фамилия
Фердинанд Хайнрих Ердман фон Шьонайх-Каролат се жени на 20 юли 1843 г. в Щонсдорф за принцеса Йохана Елеонора Фридерика Еберхардина Ройс (* 25 януари 1820, Дрезден; † 14 юли 1878, Ронщок), дъщеря на княз Хайнрих LXIII Ройс-Кьостриц (1786 – 1841) и графиня Елеонора фон Щолберг-Вернигероде (1801 – 1827). Те имат осем деца:
- Каролина Августа Елеанора Фредерика фон Шьонайх-Каролат (* 27 юни 1845; † 29 февруари 1896)
- Георг Хайнрих Фридрих Август фон Шьонайх-Каролат (* 12 август 1846, Забор; † 23 февруари 1910, Мелендорф), женен на 7 октомври 1872 г. в Мюнхен за принцеса Ванда фон Шьонайх-Каролат (* 15 февруари 1849, Бреслау; † 29 май 1925, Мелендорф), дъщеря на принц Лудвиг Фердинанд фон Шьонайх-Каролат (1811 – 1862)
- Елеонора Августа фон Шьонайх-Каролат (* 25 май 1848, Забор; † 4 февруари 1923, Ронщок), омъжена на 2 септември 1869 г. в Забор за композитора Болко фон Хохберг (* 23 януари 1843; † 1 декември 1926)
- Ханс Хайнрих Фридрих Август фон Шьонайх-Каролат (* 26 август 1849, Забор, Силезия; † 5 май 1910, Хановер), женен на 24 януари 1884 г. в Рудолщат за принцеса Хелена фон Лойтенберг-Шварцбург-Рудолщат (* 2 юни 1860, Рудолщат; † 17 май 1937, Хановер), дъщеря на княз Фридрих Гюнтер фон Шварцбург-Рудолщат (1793 – 1867)
- Анна Августа Хенриета фон Шьонайх-Каролат (* 10 февруари 1851; † 18 януари 1880)
- Мария Августа Хенриета фон Шьонайх-Каролат (* 29 септември 1853; † 10 януари 1928)
- Фридерика фон Шьонайх-Каролат (* 19 май 1855; † 20 септември 1921)
- Фридрих Вилхелм Хайнрих Август фон Шьонайх-Каролат (* 21 април 1858; † 11 юли 1916)